# Egipto en los Juegos Olímpicos de Sídney 2000
Egipto estuvo representado en los Juegos Olímpicos de Sídney 2000 por un total de 89 deportistas, 74 hombres y 15 mujeres, que compitieron en 20 deportes.
El portador de la bandera en la ceremonia de apertura fue el practicante de taekwondo Yahia Rashwan. El equipo olímpico egipcio no obtuvo ninguna medalla en estos Juegos.